# Harry Keereweer
H.W.C.G. (Harry) Keereweer (Wijchen, 8 mei 1949) is een Nederlands politicus van de PvdA.

## Biografie
Hij heeft weg- en waterbouw gestudeerd aan de hts in Den Bosch en heeft daarna ook de opleiding bruggenbouw en de post-hbo-opleiding stedenbouw gevolgd. Vanaf 1972 werkte hij 20 jaar bij de provincie Noord-Brabant; eerst 10 jaar als projectleider voor de aanleg van wegen en kunstwerken, vervolgens 6 jaar als beleidsmedewerker/projectleider voor bodemsanering en daarna 4 jaar als coördinator voor bodemsanering in "eigen beheer". Daarnaast was hij actief in de lokale politiek. Van 1980 tot 1992 zat hij in de gemeenteraad van zijn geboorteplaats Wijchen, waarvan 10 jaar als fractievoorzitter.
In 1992 werd Keereweer directeur van BSB Noord-Brabant, een stichting die zich bezighoudt met de bodemsanering van bedrijfsterreinen. In 2002 ging de stichting bij een fusie met soortgelijke organisaties op in BSB Zuid, waarvan hij de directeur werd. Vanaf 2001 was hij daarnaast lid van de Provinciale Staten van Gelderland. In 2003 werd hij gedeputeerde van Gelderland, in welke functie hij twee termijnen (dus tot 2011) zou volmaken.
In april 2012 werd Keereweer waarnemend burgemeester van Groesbeek. Vanaf 26 september 2013 was hij daarnaast waarnemend burgemeester van Millingen aan de Rijn waarmee Groesbeek en Ubbergen per januari 2015 fuseerden. Keereweer werd aansluitend waarnemend burgemeester van de fusiegemeente Groesbeek die per januari 2016 Berg en Dal ging heten. Op 16 september 2015 volgde Mark Slinkman hem daar op als burgemeester. Bij zijn afscheid werd hij gedecoreerd als Ridder in de Orde van Oranje-Nassau. Hierna was hij werkzaam als zelfstandig consultant.
Op 10 december 2018 werd Keereweer benoemd tot waarnemend burgemeester van de fusiegemeente West Betuwe die op 1 januari 2019 ontstond uit een samengaan van de gemeenten Geldermalsen, Lingewaal en Neerijnen. Sinds 22 november 2019 is Servaas Stoop burgemeester van West Betuwe.